# Мориконе (Терни)
Мориконе је насеље у Италији у округу Терни, региону Умбрија.
Према процени из 2011. у насељу је живело 214 становника. Насеље се налази на надморској висини од 320 м.